# Coccoloba filipes
Coccoloba filipes är en slideväxtart som beskrevs av Paul Carpenter Standley. Coccoloba filipes ingår i släktet Coccoloba och familjen slideväxter. Inga underarter finns listade i Catalogue of Life.